# 蕭昭粲
蕭 昭粲（しょう しょうさん、永明9年（491年）- 永泰元年1月25日（498年3月3日））は、南朝斉の皇族。桂陽王。文恵太子蕭長懋の四男。

## 経歴
蕭長懋と褚氏のあいだの子として生まれた。永明11年（493年）、兄の蕭昭業が即位すると、昭粲は皇弟として永嘉郡王に封じられた。
隆昌元年（494年）正月、南徐州刺史に任じられた。同年（延興元年）8月、使持節・都督荊雍益寧梁南北秦七州諸軍事・西中郎将・荊州刺史として出向した。同年（建武元年）、右将軍・中書令に任じられた。
建武2年（495年）9月、桂陽王に改封された。建武4年（497年）、太常に転じた。
永泰元年正月丁未（498年3月3日）、殺害された。享年8。

## 伝記資料
- 『南斉書』巻50 列伝第31
- 『南史』巻44 列伝第34